# Erythrospermum sifarii
Erythrospermum sifarii är en tvåhjärtbladig växtart som beskrevs av S. Hul, J.-n. Labat och O. Pascal. Erythrospermum sifarii ingår i släktet Erythrospermum och familjen Achariaceae. Inga underarter finns listade i Catalogue of Life.